# 60年代
| 千纪： | 1千纪                                                                        |
| 世纪： | 前1世纪 \| 1世纪 \| 2世纪                                                    |
| 年代： | 30年代 \| 40年代 \| 50年代 \| 60年代 \| 70年代 \| 80年代 \| 90年代           |
| 年份： | 60年 \| 61年 \| 62年 \| 63年 \| 64年 \| 65年 \| 66年 \| 67年 \| 68年 \| 69年 |

60年代從60年1月1日開始，於69年12月31日結束。

## 大事记
- 60年，漢明帝圖中興功臣三十二人像於南宮雲台，即云台二十八将。
- 62年，北匈奴攻五原，被南匈奴擊退。
- 65年，東漢政府置度遼營及度遼將軍。漢明帝夢見金人，遣郎中蔡愔出使西域，求佛書。
- 66年，南匈奴遣子弟入中國太學。
- 67年，蔡愔偕西域僧歸，佛法從此傳入中國。
- 69年，哀牢夷內附。
- 69年，罗马帝国发生了四帝之年(这四位皇帝就是罗马皇帝加尔巴（Galba）、奥托（Otho）、维特里乌斯（Vitellius）和韦斯伯芗（Vespasian）)，直到69年7月1日韦斯伯芗登基而结束。

## 逝世
- 61年，布狄卡，布立吞人愛西尼族族長夫人。
- 68年，尼祿，羅馬皇帝。